# 오스타피예보 국제공항
오스타피예보 국제공항(러시아어: Международный аэропорт«Остафьево», 영어: Ostafyevo International Airport)은 러시아 모스크바주 포돌스크에 있는 국제공항으로 주로 비즈니스 항공편을 처리하는 역할을 한다.